# Saint-Genouph

Saint-Genouph este o comună în departamentul Indre-et-Loire, Franța. În 1 ianuarie 2022 avea o populație de 1.022 de locuitori.